# За постройките
„За постройките“ или „За строежите“ (на старогръцки: Περὶ κτισμάτων, на латински: De aedificiis) е произведение на византийския историк Прокопий Кесарийски, написано през 550-те години и посветена на строителната дейност на византийския император Юстиниан I (527 — 565).
По своя предмет и обема на сведенията, съдържащи се в нея, тя заема уникално място във византийската литература. „За постройките“ събира изключително ценна информация за строителната дейност в района на Средиземно море през VI век. Някои от градовете, споменати в трактата, са известни само от него. Според широко разпространеното мнение, трактатът е написан по поръка или заповед на императора с цел негова прослава.
Заедно с две други произведения на Прокопий „История на войните“ и „Тайната история“, „За постройките“ е част от уникален исторически триптих - история, памфлет и панагерик, посветени на едно и също лице. Въпросът за съотношението между личния светоглед на историка и необходимостта от отражение на действителността в желаната от Юстиниан форма е един от най-проблемните в историографията от периода. Абсолютната и относителната датировска на произведенията на Прокопий и тяхната взаимовръзка са обект на остра дискусия в историографията. Интересна е и жанровата принадлежност на „За постройките“, както и мястото им в литератураната традиция. Като се има предвид, че сведенията на Прокопий в много случаи са практически единствените сведения за управлението на Юстиниан, въпросът за отношението на историка към личността и дейността на императора е изключително важен.
Произведението се състои от шест книги с различна големина, всяка от които е посветена на постиженията на Юстиниан в различни части на обширната Империя. След кратко въведение следват описание на столицата Константинопол, на чиито църкви е предимно посветена Книга I. По-нататък се разглеждат укрепленията в Месопотамия в Книга II и Армения — в Книга III. В Книга IV се изброяват крепости и други военни съоръжения на Балканския полуостров. В Книга V авторът се занимава с построените и въдстановени сдания в Мала Азия и Палестина. Шеста книга е посветена на Египет, Киренаика, Триполитания и другите провинции на Византийска Африка.